# Konstantin Kosejev
Konstantin Mirovitj Kosejev  (Russisk: Константин Мирович Козеев; født 1. december 1967 i Moskva) er en russisk kosmonaut. Han har bl.a besøgt ISS, og har været lidt over 9 dage i rummet.

## Rumfærder
| Rumfærd     | Kommentar                                    |
| ----------- | -------------------------------------------- |
| Sojus TM-33 | Flight engineer - Besøg til ISS              |
| Sojus TM-32 | Flight engineer -Landing efter besøg til ISS |

## Links
- Wikimedia Commons har flere filer relateret til Konstantin Kosejev
- Spacefacts.de – Biografi om Kosejev